# Sainte-Colombe (Hautes-Alpes)
Pour les articles homonymes, voir Sainte-Colombe.
Sainte-Colombe est une commune française située dans le département des Hautes-Alpes en région Provence-Alpes-Côte d'Azur, à six kilomètres d'Orpierre et à huit kilomètres de Laborel. La route des Princes d'Orange, d'Orange à Orpierre, traverse la commune aux Béguës et aux Catoyes. La commune fait partie du parc naturel régional des Baronnies provençales créé en 2015.

## Géographie
La commune de Sainte-Colombe est située au sud-ouest du département des Hautes-Alpes à la frontière de la Drôme.
- Au nord : Étoile-Saint-Cyrice ;
- Au nord-est : Orpierre ;
- Au nord-ouest : Villebois-les-pins ;
- À l'ouest : Laborel ;
- À l'est : Nossage-et-Bénévent ;
- Au sud-est : Barret-sur-Méouge ;
- Au sud : Salérans ;
- Au sud-ouest : Ballons.

Administrativement rattachée au canton d'Orpierre, Sainte-Colombe est composée de plusieurs hameaux :
- Sainte-Colombe (1 150 m) ;
- Les Béguës (prononcer "bégu") (750 m) ;
- les Catoyes (700 m) ;
- Chevalet (850 m).

Le village de Sainte-Colombe est entièrement caché de la vallée du Céans au sud par un mont rocheux, au pied des crêtes de la montagne de Chabre.

### Hydrographie

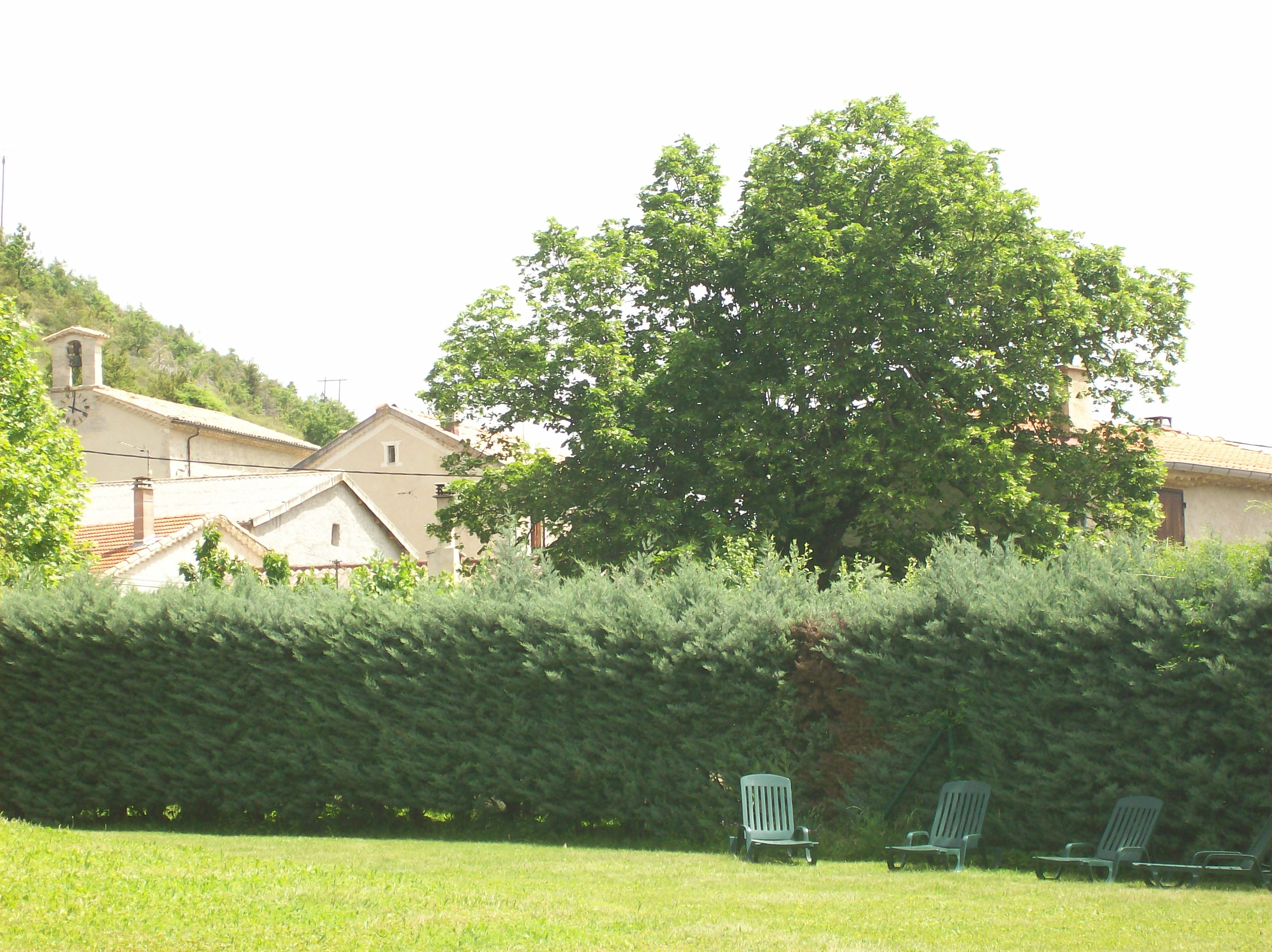
Le hameau des Bégües depuis l'hôtel "Le Céans"0

Sainte-Colombe est traversée par le torrent du Céans (anciennement dénommé « Soyans » ou « Cérisse », comme le village de Saint-Cyrice) qui, après avoir irrigué la plaine d'Orpierre, se jette dans le Buëch à Eyguians.

### Climat
Pour des articles plus généraux, voir Climat de Provence-Alpes-Côte d'Azur et Climat des Hautes-Alpes.
En 2010, le climat de la commune est de type climat de montagne, selon une étude du Centre national de la recherche scientifique s'appuyant sur une série de données couvrant la période 1971-2000. En 2020, Météo-France publie une typologie des climats de la France métropolitaine dans laquelle la commune est exposée à un climat de montagne ou de marges de montagne et est dans la région climatique Alpes du sud, caractérisée par une pluviométrie annuelle de 850 à 1 000 mm, minimale en été.
Pour la période 1971-2000, la température annuelle moyenne est de 9,4 °C, avec une amplitude thermique annuelle de 16,8 °C. Le cumul annuel moyen de précipitations est de 1 011 mm, avec 7,2 jours de précipitations en janvier et 4,4 jours en juillet. Pour la période 1991-2020, la température moyenne annuelle observée sur la station météorologique de Météo-France la plus proche, « Laragne Montéglin », sur la commune de Laragne-Montéglin à 13 km à vol d'oiseau, est de 12,0 °C et le cumul annuel moyen de précipitations est de 813,8 mm. 
La température maximale relevée sur cette station est de 41,1 °C, atteinte le 28 juin 2019 ; la température minimale est de −17,4 °C, atteinte le 18 décembre 2010,,.
Les paramètres climatiques de la commune ont été estimés pour le milieu du siècle (2041-2070) selon différents scénarios d'émission de gaz à effet de serre à partir des nouvelles projections climatiques de référence DRIAS-2020. Ils sont consultables sur un site dédié publié par Météo-France en novembre 2022.

## Urbanisme

### Typologie
Au 1er janvier 2024, Sainte-Colombe est catégorisée commune rurale à habitat très dispersé, selon la nouvelle grille communale de densité à 7 niveaux définie par l'Insee en 2022.
Elle est située hors unité urbaine et hors attraction des villes,.

### Occupation des sols
L'occupation des sols de la commune, telle qu'elle ressort de la base de données européenne d’occupation biophysique des sols Corine Land Cover (CLC), est marquée par l'importance des forêts et milieux semi-naturels (91 % en 2018), en diminution par rapport à 1990 (92,1 %). La répartition détaillée en 2018 est la suivante : 
forêts (57,9 %), milieux à végétation arbustive et/ou herbacée (29,9 %), prairies (4,7 %), zones agricoles hétérogènes (4,4 %), espaces ouverts, sans ou avec peu de végétation (3,1 %).
L'évolution de l’occupation des sols de la commune et de ses infrastructures peut être observée sur les différentes représentations cartographiques du territoire : la carte de Cassini (XVIIIe siècle), la carte d'état-major (1820-1866) et les cartes ou photos aériennes de l'IGN pour la période actuelle (1950 à aujourd'hui).

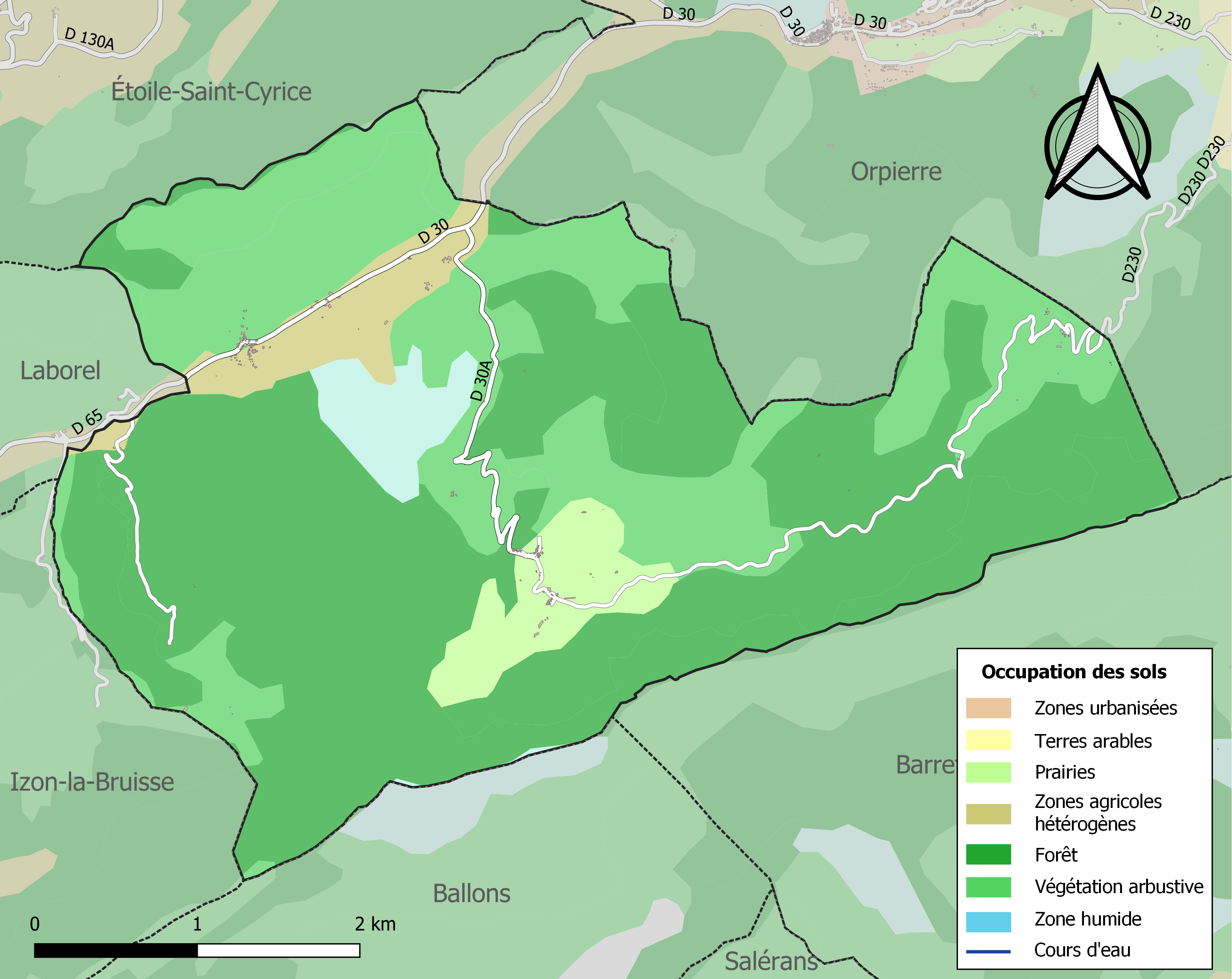
Carte de l'occupation des sols de la commune en 2018 (CLC).

## Économie locale
L'économie de la commune rurale est fondée pour l'essentiel sur le tourisme avec la présence d'un hôtel aux Bégües et d'un camping au hameau des Catoyes. On doit aussi noter la survivance de quelques exploitations agricoles (élevage d'ovins surtout).

## Toponymie

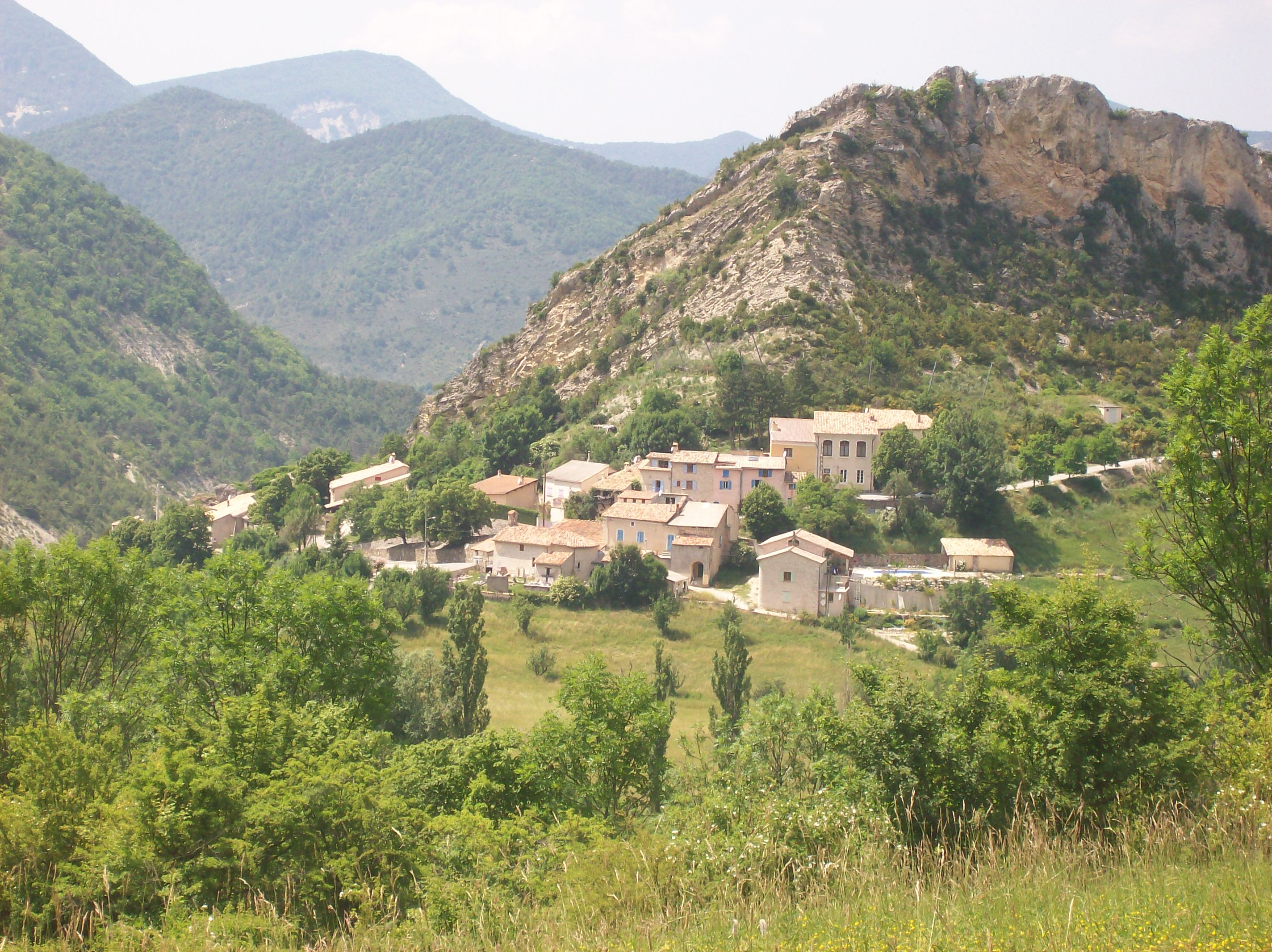
Le hameau de Sainte-Colombe0

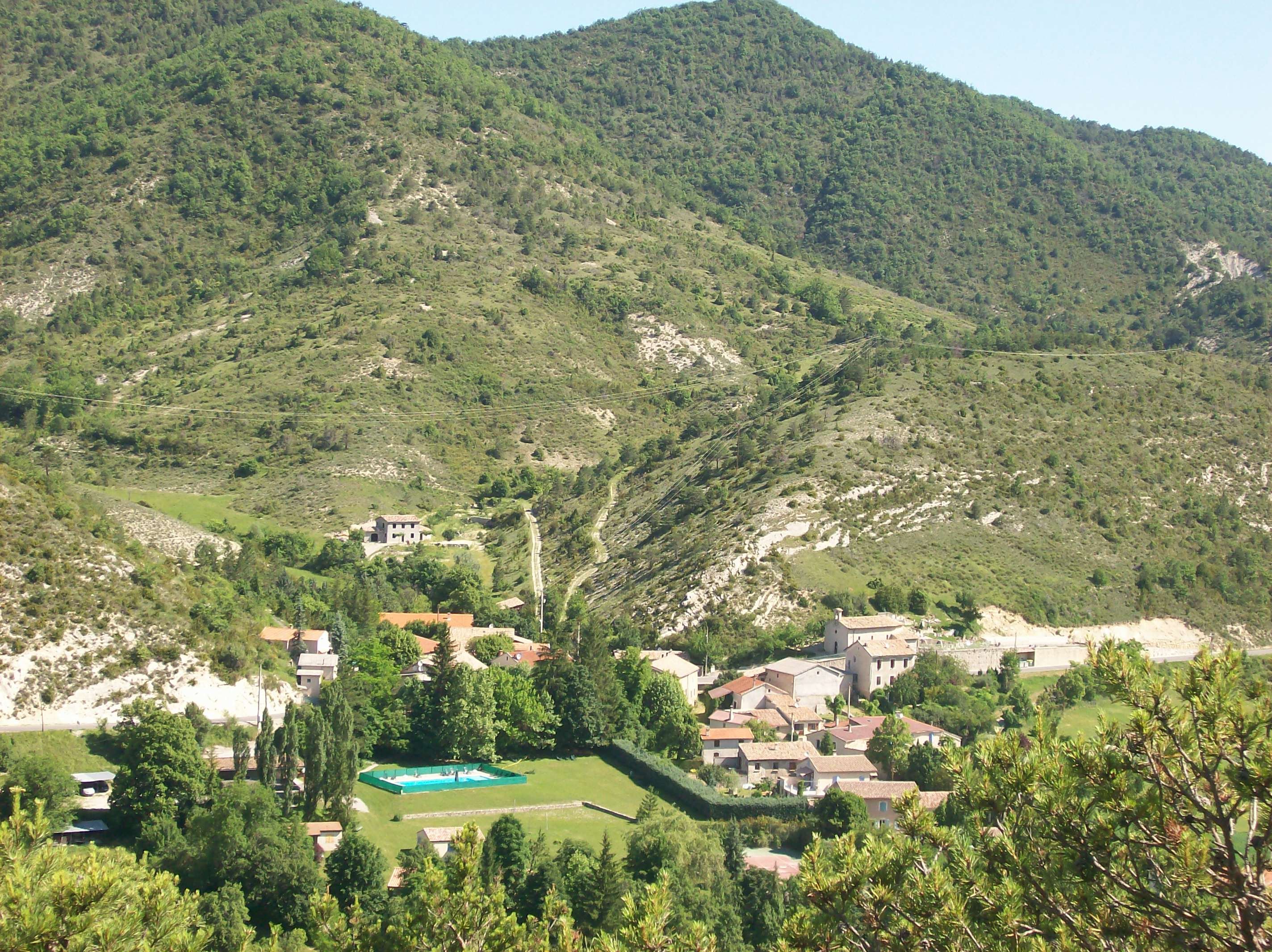
Le hameau des Bégües - vue générale.

Santa Colomba en occitan haut-alpin, doit son nom à Sainte Colombe, martyre chrétienne du IIIe siècle, à l'époque de l'empereur romain Aurélien.
Comme le rappelle Auguste Vincent, « l'usage de désigner un lieu par un titre de sainteté ou un nom de saint s'est introduit vers la fin du VIe siècle ».
Le toponyme du hameau les Bégües fait référence au terme bégude et bégue qui désigne un abreuvoir, et plus largement une auberge située en bordure de route.
La carte de Cassini fait mention au XVIIIe siècle du village « la Bégüe » et du lieu  « la Bégude ».

## Histoire

### Antiquité
Les premières traces de la présence humaine en vallée du Céans datent d’il y a 6 500 ou 6 000 ans. Des découvertes d’objets préhistoriques (céramiques ornées...) ont eu lieu dans à peu près dans chaque commune de la vallée.
On peut noter la présence d'un village protohistorique sur le site de Coustis à quelque trois cents mètres du bourg de Sainte-Colombe datant de l'âge du bronze et de l'époque celtique (VIIe au Ve siècle av. J.-C.) sur le versant nord-ouest du « Rocher de Sainte-Colombe ».

### Moyen Âge

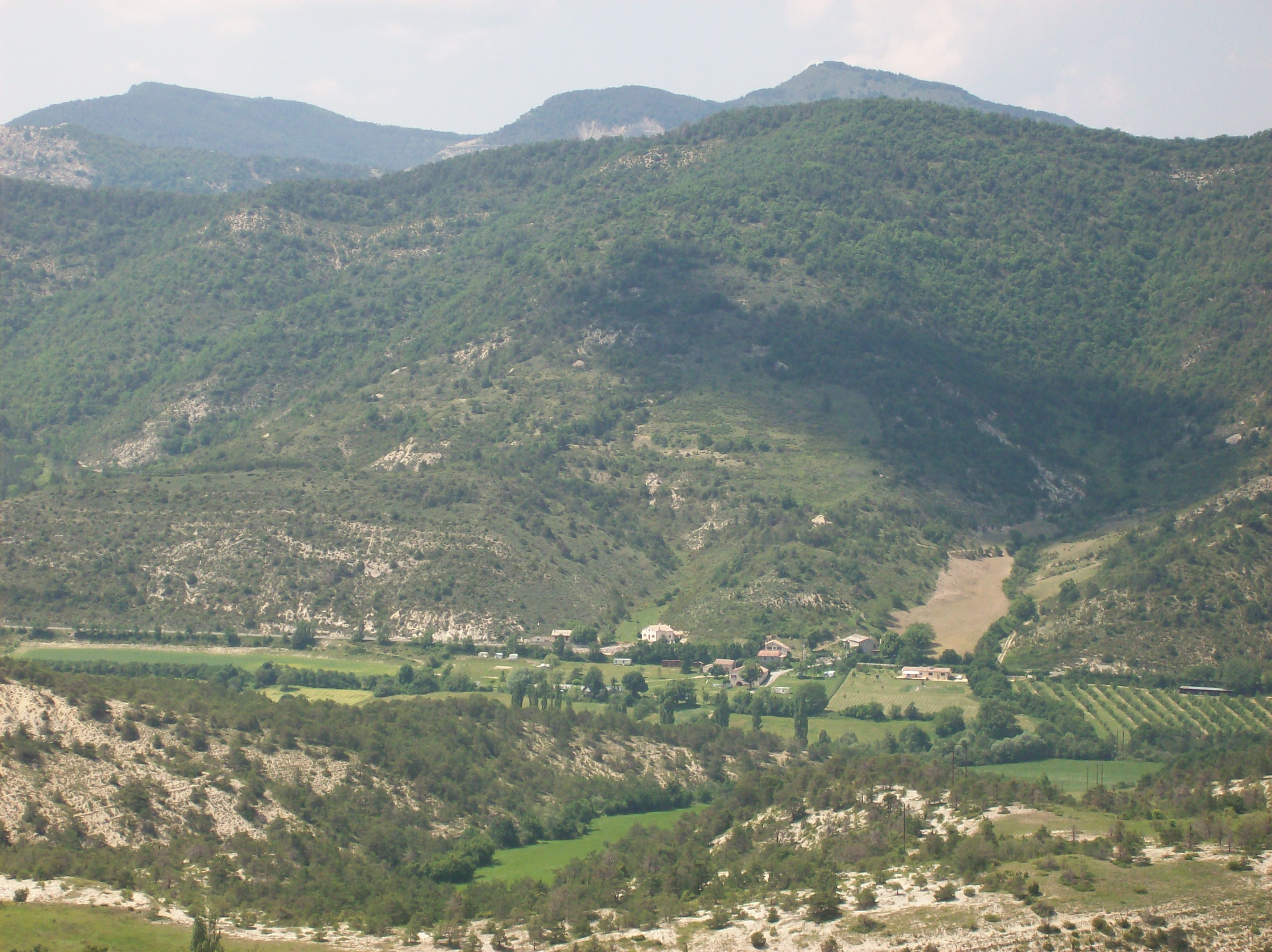
Le hameau des Catoyes - vue générale.

Au VIe siècle, des moines de l'abbaye de Lerins se sont établis à Sainte-Colombe.
Invisible de la vallée, le village de Sainte-Colombe a été un refuge au temps des raids sarrasins (Xe siècle) et des guerres de religion.
La dynastie des seigneurs de Mévouillon a dominé le pays des Baronnies, dont Sainte-Colombe, vers l’an mil jusqu'au milieu du XIVe siècle.

### Époque contemporaine

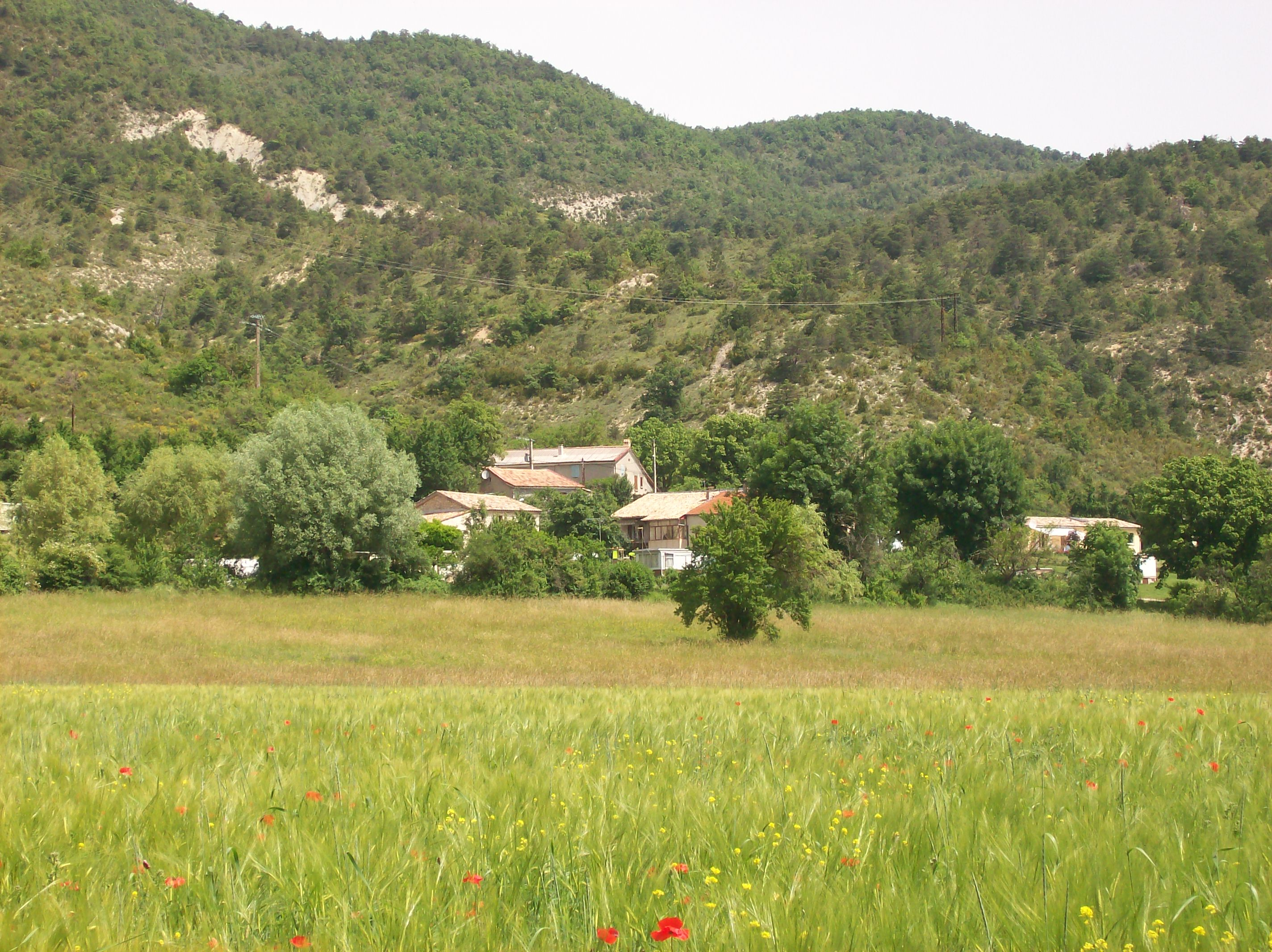
Le hameau des Catoyes.

Le 13 novembre 1597, Robert David, de la Maison Ferrus-des-Achards, vend à Bathalzar d'Abel d'Orpierre la terre et la seigneurie de Chevalet pour le prix de 480 écus.
Le 6 août 1641, l’évêque de Gap, Arthur de Lionne qui faisait sa tournée pastorale dans le diocèse, arrive le soir à Sainte-Colombe et couche au logis de « Croix Blanche » que tenait Isaac Bardel.
La paroisse des Béguës est créée par ordonnance du 16 août 1844.
Au XIXe siècle, les paysans récoltent du blé, de l'avoine et de l'épeautre. À Chevalet, la prairie se couvre d'arbres fruitiers. Aux Bégües, une vingtaine de maisons, une fontaine et deux rues. En 1916, un pont est construit sur le torrent du Chevalet.

## Politique et administration

### Liste des maires
| Période                                  | Période   | Identité         | Étiquette | Qualité              |
| ---------------------------------------- | --------- | ---------------- | --------- | -------------------- |
| Les données manquantes sont à compléter. |           |                  |           |                      |
| mars 1977                                | mars 2001 | Jean-Claude Roux |           |                      |
| mars 2001                                | mai 2020  | René Alméras     | DVG       | Agriculteur retraité |
| mai 2020                                 | En cours  | Jean-Pierre Roux |           | Commerçant           |

### Intercommunalité
Sainte-Colombe fait partie :
- de 1994 à 2017, de la communauté de communes interdépartementale des Baronnies ;
- à partir du 1er janvier 2017, de la communauté de communes Sisteronais-Buëch.

## Démographie
L'évolution du nombre d'habitants est connue à travers les recensements de la population effectués dans la commune depuis 1793. Pour les communes de moins de 10 000 habitants, une enquête de recensement portant sur toute la population est réalisée tous les cinq ans, les populations de référence des années intermédiaires étant quant à elles estimées par interpolation ou extrapolation. Pour la commune, le premier recensement exhaustif entrant dans le cadre du nouveau dispositif a été réalisé en 2006.

En 2022, la commune comptait 63 habitants, en évolution de +12,5 % par rapport à 2016 (Hautes-Alpes : +0,4 %, France hors Mayotte : +2,11 %).
| 1793 | 1800 | 1806 | 1821 | 1831 | 1836 | 1841 | 1846 | 1851 |
| ---- | ---- | ---- | ---- | ---- | ---- | ---- | ---- | ---- |
| 600  | 418  | 504  | 466  | 446  | 452  | 445  | 416  | 394  |

| 1856 | 1861 | 1866 | 1872 | 1876 | 1881 | 1886 | 1891 | 1896 |
| ---- | ---- | ---- | ---- | ---- | ---- | ---- | ---- | ---- |
| 357  | 361  | 376  | 361  | 335  | 347  | 321  | 312  | 268  |

| 1901 | 1906 | 1911 | 1921 | 1926 | 1931 | 1936 | 1946 | 1954 |
| ---- | ---- | ---- | ---- | ---- | ---- | ---- | ---- | ---- |
| 266  | 249  | 196  | 180  | 160  | 152  | 123  | 121  | 100  |

| 1962 | 1968 | 1975 | 1982 | 1990 | 1999 | 2006 | 2011 | 2016 |
| ---- | ---- | ---- | ---- | ---- | ---- | ---- | ---- | ---- |
| 75   | 56   | 51   | 49   | 43   | 50   | 52   | 62   | 56   |

| 2021 | 2022 | - | - | - | - | - | - | - |
| ---- | ---- | - | - | - | - | - | - | - |
| 59   | 63   | - | - | - | - | - | - | - |

## Patrimoine local
- Architecture sacrée :
  - Église Sainte-Colombe de Sainte-Colombe, au village de Sainte-Colombe (XIXe siècle), ornée d'un cadran solaire « Colombe de la paix » ;
  - Chapelle Saint-Claude aux Béguës (XIXe siècle)[21].
- Architecture civile :
  - Maison forte du Chevalet.

## Forêt départementale
La forêt domaniale de Beynaves se trouve sur la commune à 79 %, l'autre partie à Orpierre. Elle comprend des pins noirs d’Autriche, hêtres, chênes et pins sylvestres), et se situe dans une zone écologique d’une richesse reconnue (zone naturelle d'intérêt écologique, faunistique et floristique de la Montagne de Chabre)

## Sainte-Colombe dans la culture

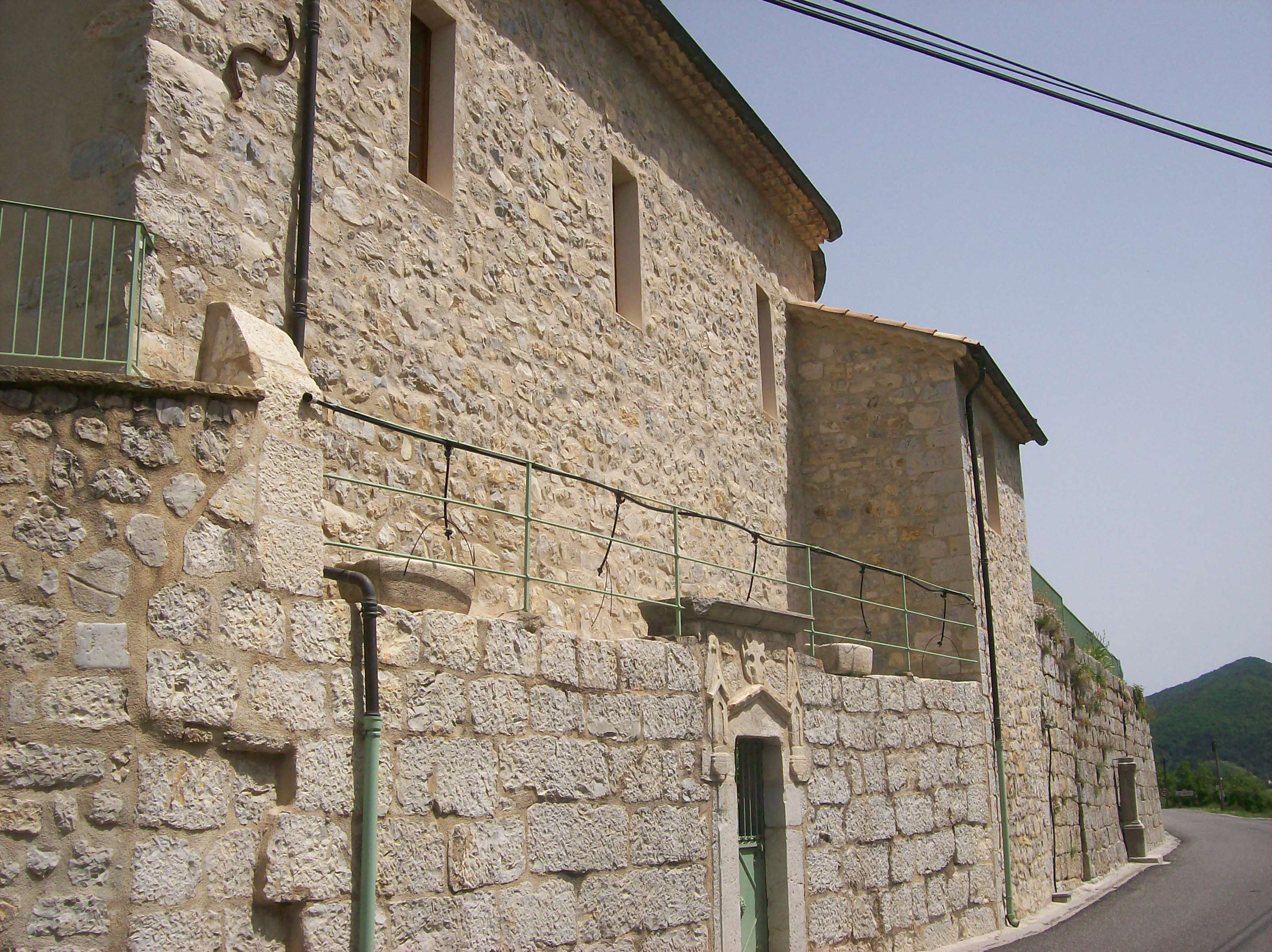
La chapelle Saint-Claude aux Béguës (XIXe siècle). Sans doute la chapelle au bord de la route de Sainte-Colombe d'en bas qu'évoque Jean Giono dans Le Hussard sur le toit.

Jean Giono situe l'action de son roman Le Hussard sur le toit dans la région. Angelo Pardi, jeune aristocrate carbonaro italien, et Pauline de Théus ont pour objectif de se retrouver à Sainte-Colombe : « C'est une chapelle au bord de la route dans un endroit qui fait peur. Ça s'appelle Sainte-Colombe d'en bas. La Sainte-Colombe d'en haut est une montagne toute en rochers verts qui surplombe et fait grincer les dents. »
Le roman la Ferme de la Salamandre de Jean-Paul Guis se déroule sur la commune dans « la mystérieuse vallée des Bégües », où revient Félicien Brunel après 15 ans passés dans la Grande armée.

## Personnalités liées à la commune
- Pierre de Mévouillon, seigneur de Barret et de Sainte-Colombe.
- Balthazar d'Abel (1550-1620), seigneur de Chevalet.
- Robert David de Ferrus des Achards, seigneur de Sainte-Colombe et de Saléon[25].
- Julie Gabrielle des Achards de Sainte-Colombe.
- Jacques Étienne des Achards de Ferrus, marquis de Sainte-Colombe, conseiller au Parlement de Grenoble.
- Romain Desgranges, grimpeur professionnel, né à Sainte-Colombe.